# فرنسيسكو غونزاليس (مصرفي)
فرنسيسكو غونزاليس (بالإسبانية: Francisco González Rodríguez)‏ هو مصرفي إسباني، ولد في 19 أكتوبر 1944 في Chantada ‏ في إسبانيا.